# Thorsten Burkard
Thorsten Burkard (* 19. August 1967 in Freiburg im Breisgau) ist ein deutscher Altphilologe.
Burkard wurde 1998 in München mit einer Arbeit über Jacob Balde promoviert. Er habilitierte sich am gleichen Ort im Jahr 2003. Thema der von 2001 bis 2003 von der DFG geförderten Arbeit war die Erzähltechnik im Corpus Caesarianum und bei Sallust. Seit Herbst 2005 ist Burkard W3-Professor für Klassische Philologie (insbesondere Latinistik) am Institut für Altertumskunde der Universität Kiel.

## Schriften (Auswahl)
- (Neubearbeitung, mit Markus Schauer): Hermann Menge: Lehrbuch der lateinischen Syntax und Semantik. Wissenschaftliche Buchgesellschaft, Darmstadt 2000, ISBN 3-534-13661-6. 2. überarbeitete Auflage 2005.
- Jacob Balde, Dissertatio de studio poetico (1658). Utz, München 2004, ISBN 3-8316-0327-8 (Münchner Balde-Studien, Band 3. Zugleich Dissertation Universität München 1998.)
- (Hrsg.): Jacob Balde im kulturellen Kontext seiner Epoche. Zur 400. Wiederkehr seines Geburtstages. Schnell und Steiner, Regensburg 2006, ISBN 3-7954-1812-7 (Jesuitica, Band 9).
- Sallust. Werke. Eingel., übers. und komm. von Thorsten Burkard. WBG, Darmstadt 2010, ISBN 978-3-534-18129-2.